# 新科羅特奇郵局導彈襲擊
2023年10月21日晚上，俄羅斯聯邦武裝力量对烏克蘭哈爾科夫州新科羅特奇村附近的新郵政分局進行导弹袭击。
襲擊導致6死16傷，全部爲郵局員工。